# Calopteryx transcaspica
Calopteryx transcaspica är en trollsländeart som beskrevs av Aleksandr Nikolaevich Bartenev 1911. Calopteryx transcaspica ingår i släktet Calopteryx och familjen jungfrusländor. Inga underarter finns listade i Catalogue of Life.